# جورج باتون الرابع
جورج باتون الرابع (بالإنجليزية: George Patton IV)‏ هو عسكري أمريكي، ولد في 24 ديسمبر 1923 في بوسطن في الولايات المتحدة، وتوفي في 27 يونيو 2004 في South Hamilton, Massachusetts ‏ في الولايات المتحدة بسبب مرض باركنسون.

## وصلات خارجية
- جورج باتون الرابع على موقع IMDb (الإنجليزية)
- جورج باتون الرابع على موقع قاعدة بيانات الفيلم (الإنجليزية)